# Огаста (Міссурі)
Огаста (англ. Augusta) — місто (англ. city) в США, в окрузі Сент-Чарлз штату Міссурі. Населення — 270 осіб (2020).

## Географія
Огаста розташована за координатами 38°34′6″ пн. ш. 90°52′50″ зх. д. / 38.56833° пн. ш. 90.88056° зх. д. (38.568423, -90.880659).  За даними Бюро перепису населення США в 2010 році місто мало площу 2,37 км², уся площа — суходіл.

## Демографія
Згідно з переписом 2010 року, у місті мешкали 253 особи в 112 домогосподарствах у складі 70 родин. Густота населення становила 107 осіб/км².  Було 131 помешкання (55/км²).
Расовий склад населення:
| - 97,6 % — білих - 1,2 % — корінних американців - 0,4 % — азіатів |

До двох чи більше рас належало 0,8 %. Частка іспаномовних становила 0,8 % від усіх жителів.
За віковим діапазоном населення розподілялося таким чином: 22,5 % — особи молодші 18 років, 59,7 % — особи у віці 18—64 років, 17,8 % — особи у віці 65 років та старші. Медіана віку мешканця становила 45,2 року. На 100 осіб жіночої статі у місті припадало 87,4 чоловіків;  на 100 жінок у віці від 18 років та старших — 90,3 чоловіків також старших 18 років.
Середній дохід на одне домашнє господарство  становив 60 218 доларів США (медіана — 50 000), а середній дохід на одну сім'ю — 83 081 долар (медіана — 82 813). Медіана доходів становила 51 250 доларів для чоловіків та 52 500 доларів для жінок. За межею бідності перебувало 3,2 % осіб, у тому числі 0,0 % дітей у віці до 18 років та 6,1 % осіб у віці 65 років та старших.
Цивільне працевлаштоване населення становило 167 осіб. Основні галузі зайнятості: освіта, охорона здоров'я та соціальна допомога — 16,8 %, науковці, спеціалісти, менеджери — 15,6 %, виробництво — 13,8 %, будівництво — 13,8 %.